# Neoraja
Neoraja és un gènere de peixos de la família dels raids i de l'ordre dels raïformes.

## Taxonomia
- Neoraja africana (Stehmann & Seret, 1983)[2]
- Neoraja caerulea (Stehmann, 1976)[3]
- Neoraja carolinensis (McEachran & Stehmann, 1984)[4]
- Neoraja iberica (Stehmann, Séret, Costa & Baro, 2008)[5]
- Neoraja stehmanni (Hulley, 1972)[6][7][8][9][10][11][12][13]